# Quei cattivi ragazzi
Quei cattivi ragazzi è un programma televisivo italiano di genere commedia, in onda su DMAX dal 2023 e condotto dal duo TheShow.

## Il programma
Nel programma, grazie alle immagini catturate dalle telecamere di sicurezza, i conduttori raccontano episodi di "cattivo vicinato" sfociati in eventi inaspettati, osservando liti e incidenti ai limiti dell'assurdo con protagonisti gli automobilisti.

## Edizioni

### Prima edizione
La prima edizione del programma è andata in onda dal 23 dicembre 2023.
| Edizione | Anno | Rete televisiva | Conduzione | Inizio           |
| -------- | ---- | --------------- | ---------- | ---------------- |
| 1ª       | 2023 | DMAX            | TheShow    | 23 dicembre 2023 |